# Renovación Española (1977)
Renovación Española (RE) fue un partido político español existente entre 1977 y 1980.

## Historia
El partido fue inscrito por Julián Cortés Cavanillas, Alfonso de Corbella y Carlos de la Flor en el Registro de Partidos Políticos del Ministerio del Interior el 14 de abril de 1977, aunque fue presentado oficialmente al público el 3 de enero de 1978.
En enero de 1978 fue, junto con el Partido Conservador Español, uno de los promotores de la efímera coalición denominada Nueva Derecha Española, constituida el 25 de enero y presentada oficialmente el 9 de mayo; siendo integrada posteriormente por Centro Popular, Partido Nacional Independiente y Conservadores e Industriales de Valencia y Castellón, varios de los cuales posteriormente constituyeron la Derecha Democrática Española. El 16 de diciembre de 1978 el partido fue uno de los creadores de Coalición Democrática.
El 30 de junio de 1980 el partido acordó fusionarse dentro de Alianza Popular.